# Dzięciołowo (województwo zachodniopomorskie)
Dzięciołowo (przed 1945 r. niem. Dimkuhlen) – wieś w Polsce położona w województwie zachodniopomorskim, w powiecie białogardzkim, w gminie Tychowo. W latach 1975–1998 wieś należała do województwa koszalińskiego. Według danych UM, na dzień 31 grudnia 2014 roku wieś miała 35 stałych mieszkańców. Wieś wchodzi w skład sołectwa Smęcino. Jest najbardziej na wschód położoną miejscowością zarówno gminy jak i powiatu.
Wieś leży ok. 4 km na południe od Smęcina.

## Historia
Najprawdopodobniej lenno rodziny von Glasenapp. Później własność rodzin Bonin i von Kleist (Kleszcze), którzy sprzedali ten majątek w 1818 r. W XIX wieku majątek wielokrotnie zmieniał właścicieli, którymi byli kolejno rodziny : Eggebrecht, Gebel, von Manteuffel. W XX wieku posiadłość wróciła do rodziny von Kleist. W aktach z 1928 r. jako właściciel figuruje Ewald von Kleist-Schmenzin.

## Zabytki
- pałac
- grodzisko wyżynne, datowane na przełom VIII/IX wieku, znajduje się ok. 850 m od wsi[potrzebny przypis].